# Aris Alexandrou
Aris Alexandrou (griego Άρης Αλεξάνδρου) (San Petersburgo, 1922-2 de julio de 1978) fue un novelista, poeta y traductor griego. Siempre militó en la izquierda y en esto también siempre fue poco convencional. En sus propias palabras: «Pertenezco al partido inexistente de los poetas». Es el autor de una única novela (To kivotio - El cofre) que está considerada como un clásico entre las obras en griego moderno del siglo XX.

## Biografía
Alexandrou nació en San Petersburgo de padre griego (Vasilis Vasiliadis) y madre rusa (Polina Antovna Vilgelmson). Aristóteles (quien en ese momento aún no había adoptado el pseudónimo «Aris Alexandrou») y su familia se trasladaron a Grecia en 1928, residiendo primero en Salónica y poco después en Atenas.
Se graduó en secundaria en 1940. En 1942 decidió presentarse al examen de acceso a la universidad en la escuela de ingeniería (según los deseos de su padre) pero reprobó. Tras eso, fue admitido en la Universidad de ciencias económicas de Atenas. En 1942 decidió abandonar la universidad y dedicarse al oficio de traductor. 
Al mismo tiempo se unió a un pequeño grupo de resistencia durante la ocupación nazi de Grecia. Este pequeño grupo estaba integrado al movimiento juvenil de la resistencia comunista. Alexandrou no fue capaz de digerir la organización jerárquica del partido comunista y por ello abandonó el partido pocos meses después. 
El hecho de que nunca más estuviera implicado activamente en el partido no detuvo a las autoridades británicas (tras la liberación de Grecia y la implantación británica como dirección de facto) de arrestarlo y enviarlo al campo de concentración de El Tampa, donde permaneció recluido hasta abril de 1945. Es más, incluso cuando no participó en la guerra civil griega (1946-1949) fue arrestado por su rechazo a renegar de sus convicciones políticas. De julio de 1948 a octubre de 1951 se exilió a los campos de refugiados de Moudros, Makronisos y Agios Efstratios.
En noviembre de 1952 fue presentado ante un consejo de guerra por no acudir al servicio militar (mientras estaba en el exilio). El veredicto inicial fue de 10 años de prisión. Alexandrou cumplió condena en las prisiones de Averof, Aighina y Gyaros. En apelación redujeron en 7 años la sentencia, y finalmente fue absuelto en agosto de 1958. 
Tras ser absuelto se casó con Kaiti Drosou. En 1967 (tras el golpe militar del 21 de abril) decidió trasladarse a París para evitar posibles nuevos arrestos. 
Alexandrou murió en París el 2 de julio de 1978 de un ataque al corazón, habiendo vivido para ver la publicación de su única novela traducida al francés.

## Poesía, prosa y traducciones
Muchos de los poemas de Alexandrou fueron escritos mientras se encontraba en el exilio, y su temática se centraba en el socialismo, en la escritura y en temas personales. La influencia de Mayakovsky es fuerte y explícita. 
Su única novela, To kivotio, trata sobre la guerra civil, que aún continuaba en plenitud en septiembre de 1949. No obstante, los lugares mencionados son ficticios.

## Obras
- 1975: To kivotio, Kedros Publ., Atenas --
- 1978: Poemas (1941-1974), Ypsilon Publ., Atenas
- 1984: Dialexa, Agra Publ., Atenas, editado por Kaiti Drosou